# Сорокина, Наталия Давыдовна
Наталия Давыдовна Сорокина (28 сентября 1926 — 3 июня 2018) — советская и российская исполнительница на гуслях.
Заслуженный артист РСФСР (1989). Народная артистка России (2005).
Солистка Государственного академического оркестра русских народных инструментов имени В. В. Андреева (с 1962).

## Биография
Родилась 28 сентября 1926 года.
Ученица первой профессиональной исполнительницы на щипковых гуслях В. Н. Городовской.
В 1952—1962 музыкант (играла на гуслях) в московском Государственном Русском народном оркестре имени Н. Осипова.
В 1962 г. вышла замуж за певца Константина Николаевича Лаптева и уехала в Ленинград, поступила в Ленинградский академический русский оркестр имени В. В. Андреева, в котором была солисткой до 2012 года.
Заслуженная артистка РСФСР (1989). Народная артистка России (2005).
Умерла 3 июня 2018 года после травмы, полученной за день до этого в результате ДТП.